# Osh Bazaar

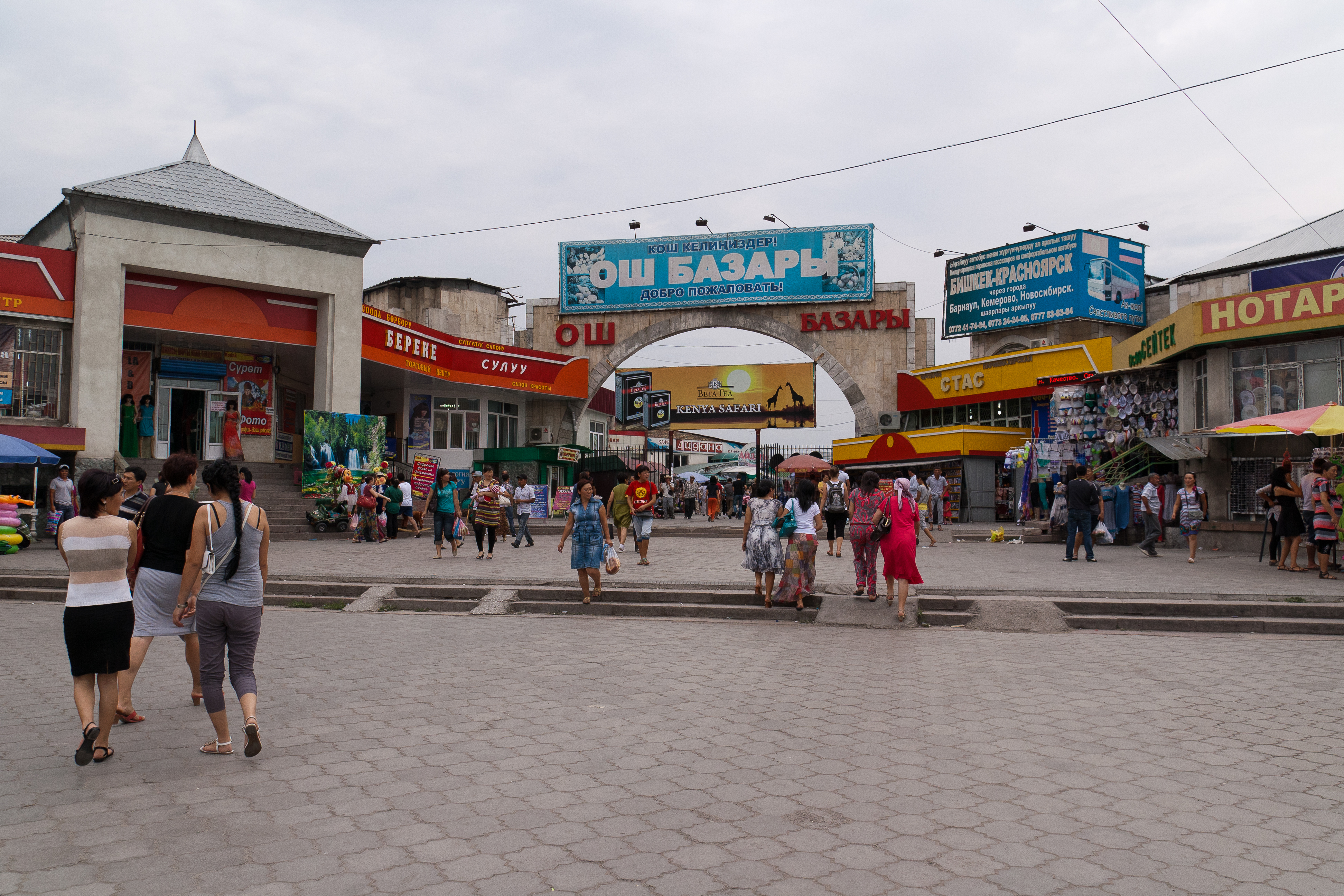
L'une des entrées principales d'Osh Bazaar.

Osh Bazaar (en kirghize : Ош базары) est l'un des plus grands bazars de Bichkek, au Kirghizistan. Il est situé sur le côté ouest de la ville, non loin de la gare routière de l'Ouest.
À Osh Bazaar, il est possible d'acheter des produits alimentaires, presque tous les produits ménagers courants, des vêtements, des souvenirs, et même des instruments de musique.